# Herrlee Creel
Herrlee Glessner Creel (* 19. Januar 1905 in Chicago; † 2. Juni 1994) war ein US-amerikanischer Sinologe und Philosoph. Er war Professor an der University of Chicago. 1983 wurde er zum Mitglied der American Philosophical Society gewählt.
Eine längere fachliche Diskussion über das Wesen der chinesischen Schrift (Ideografie versus Logografie) mit seinem Kollegen Peter A. Boodberg ging zu Gunsten des Letzteren aus.

## Werke
- Sinism: A Study of the Evolution of the Chinese World-View (1929)
- "On the Nature of Chinese Ideography". T'oung Pao 32 (1936), S. 85–161.
- The Birth of China: A Study of the Formative Period of Chinese Civilization (1937)
- "On the Ideographic Element in Ancient Chinese." T'oung Pao 34 (1938), S. 265–294
- Chinese Writing (1943)
- Newspaper Chinese by the Inductive Method (1943) with Teng Ssu-yu
- Literary Chinese by the Inductive Method, 3 Bände (1938–1952), Band I The Hsiao Ching; Band II Selections from the Lün Yu; Band III The Mencius, Hrsg., mit Tsung-Ch'ien Chang und Richard C. Rudolph
- Studies in Early Chinese Culture (1948)
- Confucius, the Man and the Myth (1949) as Confucius and the Chinese Way (1960)
- Chinese Thought from Confucius to Mao Tse-Tung (1953)
- Origins of Statecraft in China (1970) Volume One. The Western Chou Empire
- Shen Pu-hai. A Chinese Political Philosopher of the Fourth Century B.C. (1974)
- What is Taoism?: and other Studies in Chinese Cultural History (1977)